# Телишевский, Тимофей Дмитриевич
Тимофей Дмитриевич Телишевский (10 ноября 1928, Беньковцы — 5 июня 2004, Львов) — советский, научный и партийный деятель, председатель Львовского облисполкома. Депутат Верховного Совета УССР 8-9-го созывов. Член Президиума Верховной Рады УССР 8-9-го созывов. Кандидат в члены ЦК КПУ в 1971—1976 г. Член ЦК КПУ в 1976—1981 г. Кандидат экономических наук (1956). Доцент (1960).

## Биография
С 1944 г. — агроном Новострелищанского районного земельного отдела Дрогобычской области, старший агроном Дрогобычского областного управления сельского хозяйства.
В 1945—1950 г. — учился во Львовском сельскохозяйственном институте, а в 1952 году окончил аспирантуру при Львовском сельскохозяйственном институте.
В 1951—1952 г. — старший лаборант, в 1952—1955 г. — ассистент, в 1955—1960 г. — старший преподаватель, в 1960—1962 г. — доцент кафедры экономики и организации сельского хозяйства, в 1962 г. — проректор по учебной работе Львовского сельскохозяйственного института.
Член КПСС с 1956 года.
В 1962 — январе 1963 г. — заведующий отделом Львовского областного комитета КПУ.
В январе 1963 — декабре 1964 г. — 2-й секретарь Львовского сельского областного комитета КПУ.
В декабре 1964 — апреле 1969 г. — 1-й заместитель председателя исполкома Львовского областного Совета депутатов трудящихся.
С 17 апреля 1969 года по 18 декабря 1979 год — председатель исполнительного комитета Львовского областного Совета депутатов трудящихся.
В 1980 году — старший научный сотрудник Львовского отделения Института экономики АН УССР.
В 1980—1990 г. — заведующий кафедрой научных основ управления и труда Львовского государственного университета имени Ивана Франко. В 1982—1992 г. — проректор по учебной работе Львовского государственного университета имени Ивана Франко. В 1992—1997 г. — доцент кафедры экономического и социального планирования Львовского государственного университета имени Ивана Франко.
Автор около 80 научных трудов.

## Награды
- орден Трудового Красного Знамени (27.08.1971, 1972)
- медали